# Leucophanes papillosum
Leucophanes papillosum là một loài rêu trong họ Calymperaceae. Loài này được Mitt. A. Jaeger mô tả khoa học đầu tiên năm 1873.